# Kendrick Lamar (EP)
Albums de Kendrick Lamar
C4
(2009) Overly Dedicated
(2010)
Kendrick Lamar est le quatrième format court EP/mixtape de Kendrick Lamar, sorti le 31 décembre 2009.

## Liste des titres
| No  | Titre                                          | Producteur(s)              | Durée |
| --- | ---------------------------------------------- | -------------------------- | ----- |
| 1.  | Is It Love (featuring Angela McCluskey)        | Sounwave                   | 4:00  |
| 2.  | Celebration                                    | Sounwave                   | 3:51  |
| 3.  | P & P (featuring Ab-Soul)                      | King Blue (of Sore Losers) | 4:42  |
| 4.  | She Needs Me (featuring JaVonte)               | Sounwave                   | 3:31  |
| 5.  | I Am (Interlude)                               |                            | 1:20  |
| 6.  | Wanna Be Heard                                 | Black Milk                 | 4:37  |
| 7.  | I Do This (featuring Jay Rock)                 | Sounwave                   | 4:08  |
| 8.  | Uncle Bobby & Jason Keaton (featuring JaVonte) | Insomnia                   | 4:00  |
| 9.  | Faith (featuring BJ the Chicago Kid and Punch) | King Blue (of Sore Losers) | 4:51  |
| 10. | Trip                                           | Sounwave                   | 3:50  |
| 11. | Vanity Slaves                                  | The Foreign Exchange       | 4:15  |
| 12. | Far From Here (featuring Schoolboy Q)          | Jake One                   | 3:53  |
| 13. | Thanksgiving (featuring Big Pooh)              | Wyldfyer                   | 3:39  |
| 14. | Let Me Be Me                                   | Pete Rahk                  | 7:20  |

| 15. | Determined (featuring Ash Riser) | - Sounwave | 4:31 |